# Langon-sur-Cher
Langon-sur-Cher, anteriormente denominado Langon, es una comuna francesa situada en el departamento de Loir y Cher, de la región de Centro-Valle de Loira

## Geografía
La villa de Langon-sur-Cher se extiende bajo la forma de un pueblo-calle. Es delimitado por la vía de ferrocarril en el norte y por la  carretera nacional 76 en el sur. Más allá se extienden de un lado con destino a Romorantin-Lanthenay la bandeja (plató) Sologne que es el dominio de la silvicultura donde se sitúan varias aldeas del municipio como  la de Tréchis y de la otra la llanura del río  Caro en gran parte inundable y dominio de la cultura cerealista donde está situado  el canal de Berry.

## Demografía
| Gráfica de evolución demográfica de Langon-sur-Cher entre 1800 y 2013 |
|                                                                       |

Los datos demográficos contemplados en este gráfico de la comuna de Langon-sur-Cher se han cogido de 1800 a 1999 de la página francesa EHESS/Cassini, y los demás datos de la página del INSEE.